# Stephan Krumenauer
Stephan Krumenauer (* um 1400 in Krummau; † 5. Juni 1461 in Braunau am Inn) war ein deutscher Baumeister böhmischer Herkunft.

## Leben
Stephan Krumenauer war ein Sohn des Passauer Dombaumeisters Hans Krumenauer. Sie stammen aus einer Architektenfamilie, die in Krummau/Krumlov tätig ist. Hans’ Bruder Kriz (Kreuz) und Onkel Stanek (Stanislaus) arbeiteten dort an der St.-Veits-Kirche.  Dies geht aus den Siegeln hervor, die bei den Gräbern von Stephan und Hans Krumenauer gefunden wurden, standen sie möglicherweise als Hofbaumeister in den Diensten des böhmischen Rosenbergs.
Als Steinmetz ist er erstmals 1429 an der Bauhütte von St. Stephan in Wien nachweisbar. Nach dem Tod des Hans von Burghausen im Jahr 1432 übernimmt Krumenauer die Leitung zweier seiner Bauprojekte: den Chorneubau der Salzburger Stadtpfarrkirche Zu Unserer Lieben Frau (seit 1592 Franziskanerkirche) sowie den Chor- und Turmbau der Stadtpfarrkirche St. Jakob in Wasserburg am Inn. Als Krumenauers Hauptwerk gilt der 1439 begonnene Neubau der Stadtpfarrkirche St. Stephan in Braunau am Inn. Der Meister konzipierte die Kirche als mächtige, breitgelagerte Wandpfeiler-Staffelhalle mit malerischer Lichtführung und schuf damit eines der bedeutendsten Werke der bayerisch-österreichischen Spätgotik. Wohl schon etwas früher war Krumenauer der Bau der Pfarrkirche St. Nikolaus und Stephanus in Eggenfelden übertragen worden. Hier modifizierte er die bereits begonnene dreischiffige Hallenkirche zu einer Wandpfeileranlage mit Einsatzkapellen und formte damit den Prototyp für seinen Braunauer Bau. Aus Krumenauers 1459 aufgesetztem Testament geht hervor, dass er auch am Bau der Friedhofskirche St. Michael in Altötting sowie der Pfarrkirche von Erlach bei Simbach am Inn beteiligt war. Darüber hinaus wirkte er an der Errichtung der 1435 begonnenen Pfarrkirche St. Andreas in Kitzbühel mit.
Ab 1452 ist Krumenauer als Baumeister des Erzbischofs und des Hochstifts von Salzburg belegt. 1458 und 1459 besucht er die Hüttentage in Straßburg und Regensburg, um mit den Meistern und Gesellen des Steinmetzhandwerks über eine Reform der Hüttenordnung zu beraten. In Salzburg gerät er indes in Konflikt mit ortsansässigen Maurern, weil er auch für den Hof der Fürstpropstei Berchtesgaden arbeitet.
Stephan Krumenauer verstirbt am 5. Juni 1461 in Braunau am Inn. Seine Grabplatte befindet sich an der südlichen Außenwand der Stadtpfarrkirche.
In Eggenfelden wurde die Stefan-Krumenauer-Realschule nach ihm benannt.

## Belege
1. ↑  Oswald, Josef: Passau in Geschichte und Kunst
mit Stadtführer und Stadtplan. Deutschland: Verlag Passavia. 1970, S. 38.
2. ↑  Herzog, Theo: Zur Person des Meisters Hans von Burghausen,. In: Verhandlungen des Historischen Vereins für Niederbayern XCV. 1969.

| Personendaten    | Personendaten       |
| ---------------- | ------------------- |
| NAME             | Krumenauer, Stephan |
| KURZBESCHREIBUNG | deutscher Architekt |
| GEBURTSDATUM     | um 1400             |
| GEBURTSORT       | Krummau             |
| STERBEDATUM      | 5. Juni 1461        |
| STERBEORT        | Braunau am Inn      |